# 에사 드 케이로스

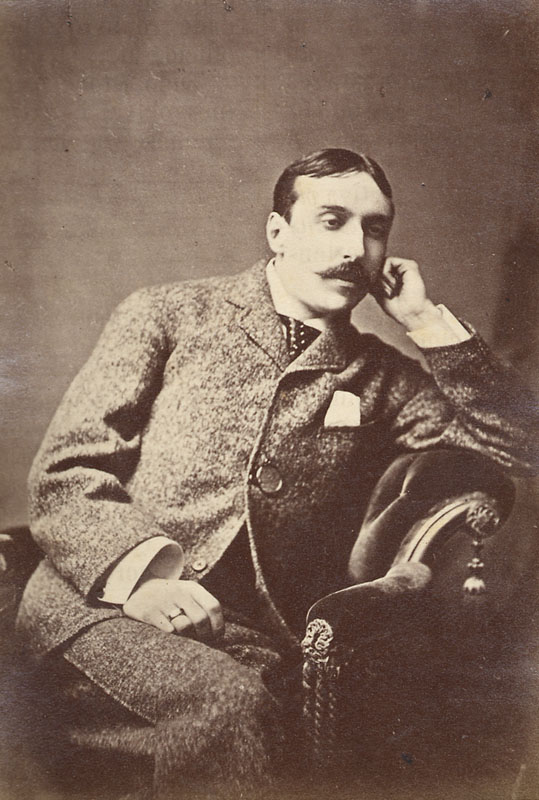
에사 드 케이로스

조제 마리아 에사 드 케이로스(José Maria de Eça de Queirós, 1845년 11월 25일 - 1900년 8월 16일)는 포르투갈의 소설가·외교관이다. 포보아드바르징 출신으로 보통 에사라고 부른다.
시인 켄탈과 함께 포르투갈 사실주의 문학의 창시자이며 1869년 근동 여러 나라를 향해 출발했는데 이 여행이 종교 감정의 기원이나 인간의 위선성을 취급한 〈성자(聖者)의 유물〉(1887년)을 쓰게 된 바탕이 되었다.
그는 1873년 아바나 영사가 되고 외교관으로 구미 여러 나라를 전전했으며 파리에서 객사했다.
1866년 - 1875년 초기에는 낭만파에 속해 있으면서 〈가제타 데 포르투갈〉지(紙)에 기고했었는데 1875년 - 1887년에는 승려의 죄많은 연애를 소재로 한 〈신부(神父) 아마로의 죄〉(1875년)로 사실 소설로 전향하여 타인의 아내 불륜을 그린 〈종형 바지리오〉(1878년), 근친상간을 테마로 한 〈마이아가의 사람들〉(1888년) 등의 대작을 썼다.
1887년 이후에는 〈성자(聖者)의 유물〉이외에 지방의 소시민의 생활을 묘사한 〈명문 라미레스가(家)〉(1900년), 도시의 반 자연적 생활을 비판한 〈도시와 산국(山國)〉(1901년) 등의 명작을 썼다.
그의 작품에는 세련된 감수성, 예민한 비판감각 양식, 보기 드문 예리한 심리적 통찰력 등이 깃들어 있음을 알 수가 있다. 함부로 외국어를 사용하거나 고전적인 순수성이 결여되었다고는 하지만 유연성이 있는 적절한 표현으로 포르투갈의 산문을 혁신했다. 또한 날카로운 관찰력과 유머와 풍자에 넘치는 근대적 문체로 사회를 비판했다. 에사는 포르투갈 문학을 탄생시킨 근대 최대의 소설가라고 할 수 있을 것이다.